# Ильинка (Краснокутский район)
Ильинка — село в Краснокутском районе Саратовской области, в составе сельского поселения «Интернациональное муниципальное образование». Село обслуживает почтовое отделение 413256, расположенное в селе Рекорд в 3 км северо-восточнее Ильинки.
Население - 51 (2010)

## История
По состоянию на 1890 год село относилось к Воскресенской волости Новоузенского уезда Самарской губернии. Согласно Списку населённых мест Самарской губернии 1910 года село населяли бывшие государственные крестьяне, малороссы, православные, 318 мужчин и 320 женщин, имелись церковь, школа и две ветряные мельницы
В период существования АССР немцев Поволжья село относилось к Краснокутскому кантону. В 1926 году село являлось центром Ильинского сельсовета.
28 августа 1941 года был издан Указ Президиума ВС СССР о переселении немцев, проживающих в районах Поволжья. Немецкое население АССР немцев Поволжья было депортировано. После ликвидации АССР немцев Поволжья село, как и другие населённые пункты Краснокутского кантона было передано Саратовской области.

## Физико-географическая характеристика
Село расположено в Низком Заволжье, в пределах Сыртовой равнины, относящейся к Восточно-Европейской равнине, на высоте около 90 метров над уровнем моря. Рельеф местности равнинный, слабохолмистый. Почвы каштановые.
По автомобильным дорогам расстояние до районного центра города Красный Кут — 28 км, до областного центра города Саратов — 150 км. До села Интернациональное - 22 км.
Часовой пояс
Ильинка, как и вся Саратовская область, находится в часовой зоне МСК+1. Смещение применяемого времени относительно UTC составляет +4:00.

## Население
Динамика численности населения по годам:
| 1889 | 1910 | 1926 | 1987 | 2002 |
| ---- | ---- | ---- | ---- | ---- |
| 437  | 638  | 365  | ≈160 | 67   |

| 2010 |
| ---- |
| 51   |

Национальный состав
Согласно результатам переписи 2002 года большинство населения составляли казахи (57 %).